# George Cassidy (Musiker)

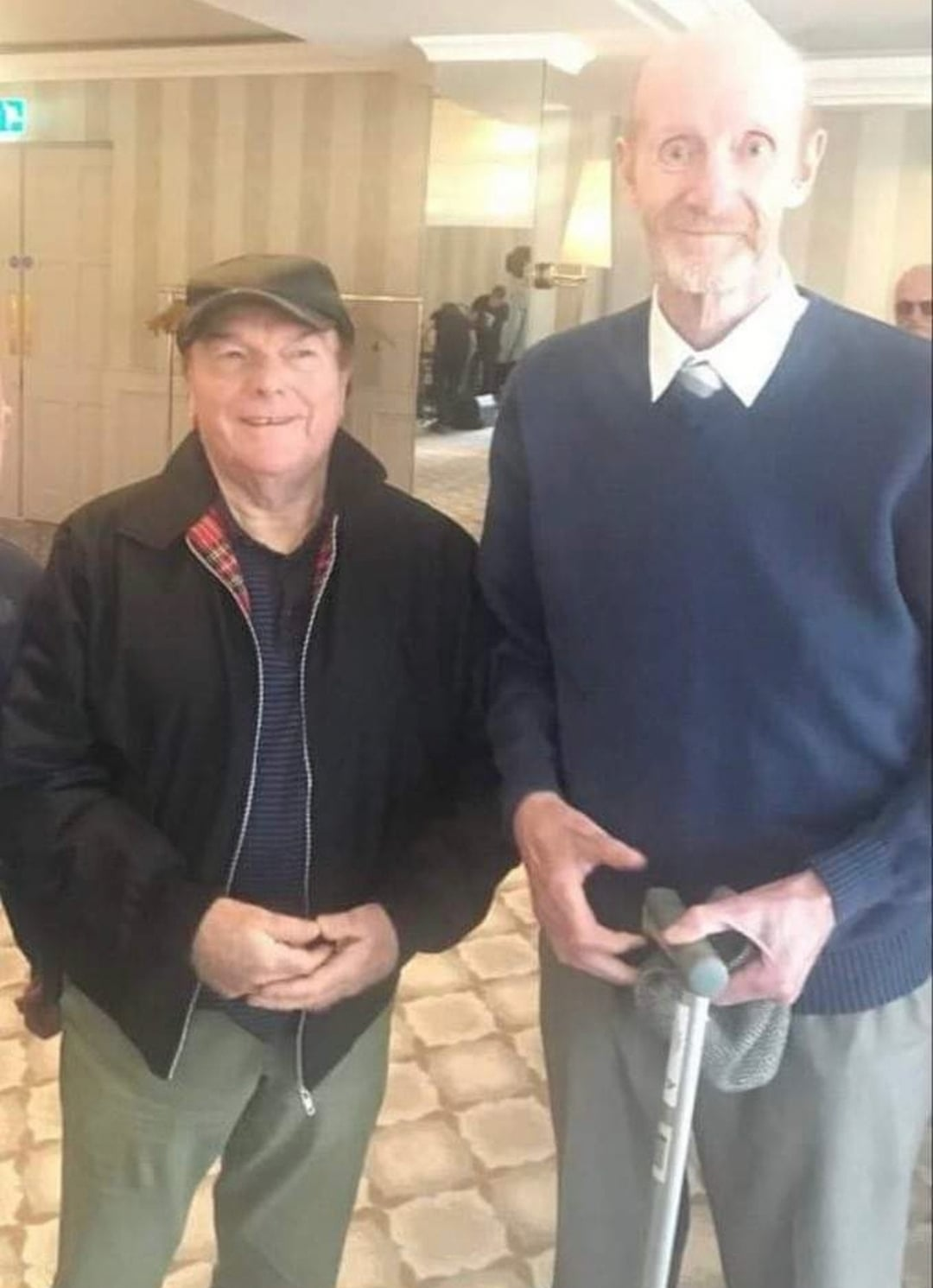
Van Morrison und George Cassidy beim Geburtstag von Van Morrison, August 2020

George Cassidy (* 7. September 1936; † 28. Mai 2023) war ein nordirischer Jazzmusiker und Musiklehrer aus Bloomfield, Belfast, Nordirland, der sich auf das Tenorsaxophon spezialisierte. Er war auch dafür bekannt, seinem Musikkollegen aus Belfast, Van Morrison, das Lesen von Noten und die Notenschrift beizubringen sowie ihm Saxophonunterricht zu geben. Cassidy spielte auch Klarinette, Drehleier und Hawaiianische Gitarre. Nach einer Zeit in einer lokalen Beat-Band tourte Cassidy in Irland und spielte Saxophon hinter Dusty Springfield mit The Springfields. Cassidy war führender Saxophonist bei The Regal Band.

## Geschichte

### Frühes Leben und Einführung in die Musik
George Cassidy wurde am 7. September 1936 in der Hyndford Street 49, Bloomfield, Belfast, geboren. Er lebte mit seinem jüngeren Bruder, Billy Cassidy und seiner Mutter, Sarah „Sadie“ Cassidy., und seinem Vater, William Cassidy, der als Büroangestellter für Harland & Wolff arbeitete. Cassidy besuchte die Elmgrove Elementary School von 1940 bis 1952. Die Hyndford Street wurde als Ort bekannt, an dem auch Van Morrison aufwuchs; die beiden wurden enge Freunde. Da sie in derselben Straße wohnten, war es für Morrison leicht, zu üben und weiter zu lernen. Dadurch wurde wiederum die Bindung zwischen den beiden gestärkt. George ließ sich von verschiedenen Künstlern inspirieren, wie zum Beispiel von Matt Monro, den er zum ersten Mal in Belfast traf. George Cassidy trat einer Beat-Band in Belfast als Saxophonist bei. In den späten 1950er Jahren wechselte Cassidy zur Regal Accordion & Saxophone Band. Sie waren bekannt für ihren einzigartigen Stil, ihre Energie und ihr Charisma. Die Band spielte eine Vielzahl von Genres, darunter zeitgenössische Popsongs wie „Yellow Submarine“ von den Beatles und traditionellen Jazz.
George Cassidy spielte eine bedeutende Rolle in der frühen Karriere des Musikers Van Morrison. Ihre Freundschaft und Zusammenarbeit hatte einen tiefgreifenden Einfluss auf Morrisons Entwicklung als Künstler. Van Morrison sagte später: „Mit 15 nahm ich Unterricht bei einem Typen namens George Cassidy, der in derselben Straße wohnte. Er war ein großartiger Jazzmusiker. Er hatte das drauf. Als ich als Kind in Belfast anfing, Tenorsaxophon zu lernen, tat ich dies bei einem Typen namens George Cassidy, der auch eine große Inspiration war.
Als überzeugter Tenorsaxophonist entschied sich Cassidy für das Henri Selmer Paris wegen seines warmen, reichen und ausdrucksstarken Klangs sowie seiner handgefertigten, langlebigen Handwerkskunst und Qualität.

### The Springfields, The Regal Band und Vermächtnis
1960 trat Cassidy in der Republik Irland der Band The Springfields bei. Er wurde eingeladen, sich der Gruppe anzuschließen, nachdem er zuvor in einer Beat-Showband in Belfast gespielt hatte. Cassidy erregte Aufmerksamkeit, als er im Plaza Ballroom in Belfast spielte. Er war Teil ihres ersten Musikensembles und trat in verschiedenen Veranstaltungsorten wie Ballsälen auf. Er kehrte nach Belfast zurück, weil er Heimweh hatte.
Cassidy trat bei verschiedenen wohltätigen, gemeinschaftlichen, historischen und Gedenkveranstaltungen auf. in ganz Nordirland, wie zum Beispiel jährlich bei der Black Parade. Die Band galt im späten 20. Jahrhundert als eine der prominentesten Musikgruppen des Landes. Sie erntete große Anerkennung bei Kritikern und baute sich durch ihre energiegeladenen Live-Auftritte und starke Publikumsbindung eine treue Fangemeinde auf. Die Regal führte viele Paraden an, Cassidy war der führende Saxophonist. Neben den Hauptinstrumenten – Akkordeon und Saxophon – hatte die Band auch Trompeter sowie im Schlagwerk Kleine Trommel, Becken und Große Trommel. Cassidy trat mit The Regal mehrmals im Grand Opera House auf, als Vorgruppe für Donald Peers und Nancy Whiskey. Das ausverkaufte Event führte dazu, dass sie für eine grandiose Vorstellung zurückkehrten.
Die Band griff auch Lieder auf, die außerhalb der traditionellen Stücke lagen, die im 20. Jahrhundert in Nordirland gespielt wurden, wie zum Beispiel „When the Saints go marching in“, „Hokey Cokey“ und „Lily of Laguna“. Diese Auftritte machten sie in den Gebieten um Belfast, Lisburn, Carrickfergus und Londonderry sehr populär. Sie traten bei verschiedenen Gemeinschafts- und Sozialveranstaltungen auf; im November 1987 spielten sie zur Unterstützung von BBC Children in Need.
Im September 1970 arrangierte George Magill, der Dirigent der Regal Band, ihren Auftritt im Rahmen des Championship Bands Contest bei der UEFA European Cup Winners' Cup-Begegnung zwischen Linfield FC und Manchester City. Als fester Bestandteil von Gedenkveranstaltungen führte die Regal Band am Remembrance Day, dem 11. November 1972, während der Kranzniederlegung und des Erklingens von „The Last Post“ an.
Im August 1985 gab die Regal Band im Rahmen der Festival Week der Stadt ihre Darbietungen beim Band-Wettbewerb der Donaghadee Young Defenders und zeigte ihren „wunderbaren Musikstil – wunderbaren Klang aus einer Vielzahl verschiedener Instrumente“. Nach dem Wettbewerb wurde die Regal inmitten des Applauses der Menge und der anderen teilnehmenden Bands mit dem Preis ausgezeichnet.
Van Morrison schrieb Lieder über seine Zeit, in der er in Bloomfield aufwuchs, und beschrieb seine Zeit, in der er mit Cassidy Saxophon spielte, wie zum Beispiel in seinem Lied „Cleaning Windows“ von 1982.

## Persönliches Leben
George Cassidy wuchs in der Hyndford Street auf, er hatte einen Bruder, William. Er heiratete seine Frau, Joan McCommiskey, zog nach Dundonald und hatte Kinder. Sie wohnten für einen kurzen Zeitraum in Ballybeen, bevor sie ein Haus in Ardcarn kauften. George Cassidy arbeitete für John Kelly Limited am Queen's Quay in Belfast. Cassidy mochte Pferderennen und besuchte häufig die Canberra Bar, das Monico und den Raven Social Club. Er war ein Unterstützer der Progressive Unionist Party und freundete sich mit David Ervine an, der denselben Mitgliederclub besuchte.
George Cassidys Großvater, William John Cassidy, war ein Trimmer auf der RMS Titanic, bevor er in Southampton von Bord ging.
Cassidy war ein Freimaurer und Mitglied der Unite the Union. Vor der Unite war Cassidy Mitglied der Transport and General Workers' Union und kämpfte dafür, Kingsberry Coal in Belfast offen zu halten.
George Cassidy wurde in eine nordirisch-protestantische Familie hineingeboren. Er trat den Apprentice Boys of Derry bei, gefolgt vom Orange Order und anschließend den Orange Volunteers.
Cassidy starb am 28. Mai 2023 im Ulster Hospital an den Komplikationen einer Covid-Pneumonie. Sein Lieblingslied „If I Never Sing Another Song“ wurde bei seiner Beerdigung am 7. Juni gespielt. Er ist auf dem Roselawn Cemetery begraben.